# 爱达·魔都号
爱达·魔都号（英語：Adora Magic City）是中國第一艘國產大型游轮，曾在船型命名方面引发用语争议。该船由上海外高桥造船於2019年10月18日開始建造，2023年11月4日交付中船嘉年华，2024年1月1日正式營運，將以上海為母港，執航日本及東南亞航線。該船長323.6米，寬37.2米，總噸13萬5500噸，有24層樓高，2125間客房，可載乘客5246人。船上有豪華酒店、影院劇場、水上樂園、健身房、籃球場、免稅店、海上探索營等設施，全船有5G信號覆蓋。船上一共配备了20艘救生艇。

## 船型争议
爱达公司旗下的爱达·魔都号被称为“邮轮”在2024年元旦前后再次引起了邮轮命名之争。但名词“邮轮”非规范的船舶工程类名词，例如2024年12月1日起执行的《船舶登记种类与船舶检验类型对照表》（由交通运输部海事局印发）未将“游轮”和“邮轮”两类名词作为客船的子分类。 
英语中泰坦尼克号被归纳为“ocean liner”这一名词在航海业内词典，例如人民交通出版社出版的《英汉航海航运船舶大词典》中译作远洋班轮，即定期航班横渡海洋，未因局部功能邮运译作邮轮。
而爱达·魔都号则被称作“cruise ship”，尽管在中文语境中两者被笼统概括为“邮轮”，但两者并非同一类船型。且在翻译中均无法严格与邮政“post”“mail”对应。
cruises 是“游”，不是“邮”。英文单词cruise( 单数形式) 原义是: 巡航，巡游，游弋。比如，巡航导弹的英文翻译是cruise missile；巡洋舰则是cruiser。 不用规范的名词却趋之若鹜使用“邮轮”一词，无疑是汉语用词“形、声、义”的倒退，更不是对汉语言的尊重。即使用俗称“游轮”也恰当于“邮轮”。

## 命名
該船於2023年5月19日正式命名為「愛達·魔都號」（Adora Magic City），名稱寓意「從上海出發，愛達世界」。上海素有「魔都」之稱，而該船的定名凸顯其「上海設計」、「上海製造」的特色。

## 計畫概述

### 發展國產郵輪業
2015年10月13日，中国船舶集团、中国投资有限责任公司、嘉年华集团、意大利芬坎蒂尼集團、英国劳氏船级社和上海市宝山区人民政府共同在上海发布《邮轮产业六方合作共同宣言》，中船集团将负责邮轮的建造、嘉年华集团负责邮轮的运营及管理、芬坎蒂尼集团负责邮轮的设计论证、英国劳氏船级社负责邮轮的质量管理。2015年10月21日，由嘉年華公司與中国投资有限责任公司和中国船舶集团签署合资价值250亿元人民币（26亿英镑）的协议成立中船嘉年华邮轮有限公司。
2017年2月，中船嘉年華宣布訂購首艘中華人民共和國國產游轮。2018年11月，中船集团与美国嘉年华、意大利芬坎蒂尼集团签订游轮合作设计建造合同，由上海外高桥造船有限公司承接爱达·魔都号的建造，爱达·魔都号的造价超过55亿元人民币。中船嘉年华邮轮負責設計指导，其余的技术均来自欧洲。受采购合约限制，整船的部件国产化率只有10%。但上海外高桥造船有限公司总经理陈刚表示，爱达·魔都号在该公司的110家合作方中，大约30%的合同金额是以人民币结算给到中国公司，因此国产化率数字可估约为30%。其余的技由术意大利芬坎蒂尼造船厂根据中国客户的具体品味量身定制、芬兰动力系统公司瓦锡兰(Wartsila)为爱达·魔都号提供自动化和控制系统、阀门控制系统、低位照明、导航系统、发动机和驾驶室控制台以及智能电机控制单元。瑞典-瑞士的电力和自动化技术公司ABB集团为该邮轮提供了动力推进系统。
“愛達”系列船隻，擁有劇院、特色餐館、購物廣場、藝術走廊和水上樂園等產業，還將為游客量身定制中國風演出節目，魔都號光船員就提供了超1300份工作機會，並與地中海號一起，創造38萬人流的觀光產值，而公司方面則稱還要發展管理與物流全產業鏈，未來並適時進軍國際市場，將為賓客提供長、中、短相結合的多樣度假選擇，推出「海上絲綢之路」行程，打造中國郵輪航線的國家名片。

## 歷史

### 建造
2019年10月18日，上海外高桥造船開始建造此艘遊輪。
2022年11月25日，中船嘉年华自主游轮品牌正式定名为爱达游轮（Adora Cruises）。
2023年5月19日上海市文化和旅游局和中船游轮联合发布，将游轮正式命名為「愛達·魔都號」（Adora Magic City），名稱寓意「從上海出發，愛達世界」。
2023年6月6日下午1时33分，爱达·魔都号在中国船舶集团旗下上海外高桥造船有限公司2号船塢正式出坞，此時游轮总体进度达到93%以上，内装进度达到85%以上。7月17日首次试航開始，7月24日晚首次试航結束，8月二次试航。9月7日，爱达·魔都号开启完工验证航程，也是交付前的最后一次试航。9月12日，第二次试航結束。9月20日，爱达·魔都号首航船票开售。11月4日交付中船嘉年华。12月10日，爱达·魔都号完成所有船用产品的安装。12月15日，爱达·魔都号从上海外高桥造船移泊至上海吴淞口国际游轮港。

### 投入營運
2023年12月23日，爱达·魔都号开始首次试运营航次。12月24日離開上海，12月25日結束首次試運營。之後又再搭載2500名乘客，于28日停靠韩国济州道西归浦市江汀民军复合观光美港8小时左右。
2024年元旦正式營運，首先投入的是東北亞地區。
2024年1月7日上午，爱达·魔都号返航並靠泊上海吴淞口国际游轮港，標志著1119海里、为期七天六晚的航程的商业首航完成。

## 姊妹船與後續
其姊妹船H1509（後命名為爱达·花城号，額定載客人數5232人）也在加緊建造中，採用相同16層格局，但增長14米，乘客艙室2144間，較首制船增加19間，總噸位加大到約14.2萬噸。並计划于2026年底完成交付，于2027年正式在广州南沙邮轮母港开启国际航线。
當局指，在疫情結束行业复苏后，得益於老年經濟與鼓勵國際旅行，此時將國產一系列大船投入市场，规模希望能保持每年20%的增速，不過也有一些隱憂，2018年，在首届进博会上，当时的中船集团（后来中船集团与中船重工重组为中国船舶集团）与美国嘉年华集团、意大利芬坎蒂尼集团签订2+4艘13.5万总吨Vista级大型邮轮建造合同，但目前第三艘的訂單還未有著落，由於美国嘉年华集团在疫情打擊下，造成後面四艘訂單取消，而上海為了生產這些船，投入超過55億元，如果不能多建造幾艘的話，將會出現虧損，而如果失去辛苦培育的中國技術與團隊，高端製造能力也將隨著停工而付諸流水，因此造船的國家重器是絕對不能停下，目前根據造船廠方面透露，有關的招商工作仍在積極進行中。